# Rise (chanson de Katy Perry)
Pour les articles homonymes, voir Rise.
Singles de Katy Perry
This Is How We Do
(2014)
Rise est une chanson interprétée par la chanteuse américaine Katy Perry. Elle est dévoilée sur les réseaux sociaux le 15 juillet 2016.
La chanson a servi pour la promotion des Jeux olympiques de Rio 2016 avant et pendant la compétition.
Le clip vidéo de cette chanson est publié le jour même, sur la plateforme YouTube et met en scène différents athlètes olympiques, majoritairement américains, performant lors des Jeux olympiques de 2012 à Londres, ainsi que lors d'autres compétitions internationales.

## Genèse
À propos de cette chanson, Katy Perry déclare :

« Cette chanson était en moi depuis plusieurs années et a finalement fait surface. J'ai préféré la terminer maintenant, plutôt que de la mettre de côté pour mon prochain album parce qu'aujourd'hui, plus que jamais, notre monde doit être uni. »

« Je sais qu'ensemble, nous pouvons nous élever au dessus de la peur dans nos pays et dans le monde. Je ne peux imaginer de meilleur exemple que des athlètes olympiques qui vont se réunir à Rio, avec leurs forces et leurs courages, pour nous rappeler comment ensemble, avec de la volonté, nous pouvons donner le meilleur de nous mêmes. J'espère que cette chanson va pouvoir nous aider à guérir, à nous unir, à grandir ensemble et je suis très fière que NBC Olympics ait choisit de l’utiliser comme hymne avant et pendant les Jeux de Rio. »

## Clip vidéo
Le clip vidéo associé à ce titre est publié le jour même de la sortie du single, le 15 juillet 2016. Il regroupe diverses images de diverses compétitions sportives internationales, en particulier issues des Jeux olympiques de 2012 à Londres du groupe de télévision américain NBC On peut y apercevoir des inconnus, ainsi que de multiples athlètes olympiques en majorité américains, issus de diverses discipline sportive (natation, gymnastique, course, canoë-kayak, escrime, football, basketball, judo, haltérophilie, tennis,tennis de table, saut, handball, cyclisme, lancer, volleyball). Quelques jours plus tard, le clip de la chaîne n'est rendu disponible que sur le territoire américain et canadien.
Parmi les athlètes présents, on peut citer Venus Williams, Michael Phelps, Usain Bolt…
Le clip officiel où Katy Perry apparaît est mis en ligne le 4 août. On la voit se débattre avec un parachute rose pour décoller et se libérer.